# Lucey (Meurthe i Mozela)
Lucey – miejscowość i gmina we Francji, w regionie Grand Est, w departamencie Meurthe i Mozela.
Według danych na rok 1990 gminę zamieszkiwało 558 osób, a gęstość zaludnienia wynosiła 52 osób/km² (wśród 2335 gmin Lotaryngii Lucey plasuje się na 554. miejscu pod względem liczby ludności, natomiast pod względem powierzchni na miejscu 555.).